# Conseil supérieur des chambres régionales des comptes
En France, le Conseil supérieur des chambres régionales des comptes (CSCRC) - présidé par le Premier président de la Cour des comptes - constitue l’instance de gestion et de dialogue social des juridictions concernées. Il a un rôle consultatif général pour les questions concernant les magistrats des chambres régionales des comptes.
Créé en 1982, il a pour équivalents, au sein de l'ordre administratif, le Conseil supérieur des tribunaux administratifs et cours administratives d'appel et, pour l’ordre judiciaire, le Conseil supérieur de la magistrature.

## Rôle
Le code des juridictions financières dispose que le Conseil supérieur des chambres régionales des comptes :
- établit les tableaux d’avancement de grade et la liste d’aptitude aux emplois de président et de vice-président de chambre ;
- donne un avis sur toute mutation d’un magistrat, sur les propositions de nomination aux emplois de président et de vice-président de chambre ainsi que sur les propositions de nomination aux grades de conseiller référendaire et de conseiller maître ;
- rend un avis sur tout projet de modification du statut défini par le code des juridictions financières et est consulté sur toute question relative à l’organisation, au fonctionnement ou à la compétence des chambres régionales et territoriales des comptes.

Il exerce enfin, à l'égard des membres du corps des chambres régionales des comptes, le pouvoir disciplinaire sur la saisine du président de chambre régionale à laquelle appartient le magistrat concerné ou du Premier président de la Cour des comptes. 

## Composition

### Principes
Le Conseil supérieur des chambres régionales des comptes comprend :
- le Premier président de la Cour des comptes ;
- trois personnalités qualifiées qui n'exercent pas de mandat électif, désignées pour une période de trois ans non renouvelable, respectivement par décret du Président de la République, par le Président de l'Assemblée nationale et par le Président du Sénat ;
- le Procureur général près la Cour des comptes ;
- le président de la mission permanente d'inspection des chambres régionales et territoriales des comptes ;
- un conseiller maître à la Cour des comptes ;
- deux magistrats exerçant les fonctions de président de chambre régionale des comptes ou de vice-président de chambre régionale des comptes, dont un conseiller maître et un conseiller référendaire ;
- six représentants des magistrats de chambre régionale des comptes ;
- lorsqu'il exerce le pouvoir disciplinaire à l'égard des magistrats délégués dans les fonctions du ministère public, un magistrat exerçant les fonctions de procureur financier.

Sauf disposition contraire, le mandat des personnes élues ou désignées au Conseil supérieur est de trois ans, renouvelable une fois.

### Désignation des personnalités qualifiées[5]
Les personnalités qualifiées doivent être désignées - respectivement par le Président de la République, le Président de l'Assemblée nationale et le Président du Sénat - quinze jours au moins avant la date normale d'expiration du mandat et de leurs prédécesseurs.
En cas de vacance ou de démission d'office, il est pourvu à leur remplacement dans le délai de trois mois.

### Désignation des représentants élus

#### Magistrats de la Cour des comptes

##### Conseiller maître à la Cour des comptes[6]
Il représente les magistrats de la Cour des comptes. Il est élu, ainsi qu'un suppléant, par les membres de la Cour des comptes, à l'exclusion de ceux qui exercent les fonctions de président ou de vice-président de chambre régionale des comptes.
Sont éligibles les conseillers maîtres à la Cour des comptes qui ont la qualité d'électeur, à l'exclusion du président de la mission permanente d'inspection (membre de droit du Conseil supérieur) et des conseillers maîtres en position de détachement.

##### Magistrats exerçant les fonctions de président ou de vice-président dechambre régionale des comptes[7]
Un titulaire et un suppléant sont élus par leurs pairs pour chacun des deux sièges à pourvoir (conseillers maîtres et conseillers référendaires).

#### Magistrats de chambre régionale des comptes[8]
Le Conseil supérieur des chambres régionales des comptes comprend, en tant que représentants élus des magistrats des chambres régionales des comptes :
- deux titulaires et deux suppléants pour le grade de conseiller président ;
- trois titulaires et trois suppléants pour le grade de premier conseiller ;
- un titulaire et un suppléant pour le grade de conseiller.

À chaque grade correspond un collège électoral distinct. 
Les électeurs votent sur des listes de candidats, avec possibilité de panachage, dans la limite du nombre de sièges à pourvoir. Sont éligibles les magistrats des chambres régionales des comptes, à l'exclusion de ceux en position de détachement à l'extérieur du corps, des magistrats en congé de longue durée, des magistrats frappés d'incapacité prévue à l' ainsi que des magistrats frappés d'une rétrogradation ou d'une exclusion temporaire de fonctions relevant du troisième groupe des sanctions disciplinaires énumérées 
Si un représentant élu fait l'objet d'une promotion de grade au cours de son mandat, il continue à représenter le grade pour lequel il a été initialement élu.

#### Magistrat délégué dans les fonctions du ministère public[10]
Il est élu, ainsi qu'un suppléant, par ses pairs exerçant les fonctions du ministère public.

### Composition actuelle[11]
| Catégorie | Titulaire | Suppléant (le cas échéant)               |
| --- | --- | ---------------------------------------- |
| Premier président de la Cour des comptes, président du Conseil supérieur des chambres régionales des comptes | Pierre Moscovici | sans objet                               |
| Personnalités qualifiées                                                                                     | Bertrand Diringer, nommé par le Président de la République Bruno Vieillefosse, désigné par le Président de l'Assemblée nationale ---, désigné par le Président du Sénat | sans objet                               |
| Procureur général près la Cour des comptes                                                                   | Véronique Hamayon | sans objet                               |
| Président de la mission permanente d'inspection des chambres régionales et territoriales des comptes         | Frédéric Advielle | sans objet                               |
| Conseiller maître à la Cour des comptes                                                                      | Philippe-Pierre Cabourdin | Anne-Laure de Coincy                     |
| Magistrats exerçant les fonctions de président ou de vice-président de chambre régionale des comptes         | Conseillers maîtres | Conseillers maîtres                      |
| Magistrats exerçant les fonctions de président ou de vice-président de chambre régionale des comptes         | Thierry Vught | Bernard Lejeune                          |
| Magistrats exerçant les fonctions de président ou de vice-président de chambre régionale des comptes         | Conseillers référendaires |                                          |
| Magistrats exerçant les fonctions de président ou de vice-président de chambre régionale des comptes         | Laurence Mouysset | Patrice Ros                              |
| Représentants des magistrats de chambre régionale des comptes                                                | Conseillers présidents | Conseillers présidents                   |
| Représentants des magistrats de chambre régionale des comptes                                                | Caroline Dupuis-Verbeke Sylvain Huet | Catherine Accary-Bézard Laurent Catinaud |
| Représentants des magistrats de chambre régionale des comptes                                                | Premiers conseillers |                                          |
| Représentants des magistrats de chambre régionale des comptes                                                | Audrey Cavaillier Marjorie Merliaud-Hubert Marc Simon | Sarah Birden Antoine Gobin Jérémy Hebert |
| Représentants des magistrats de chambre régionale des comptes                                                | Conseillers |                                          |
| Représentants des magistrats de chambre régionale des comptes                                                | Vincent Béridot | Charlotte Devaux                         |
| Magistrat délégué dans les fonctions du ministère public                                                     | Grégory Semet | Laurent Georges                          |

## Fonctionnement
Le Conseil supérieur des chambres régionales des comptes est présidé par le Premier président de la Cour des comptes. En cas d'empêchement, il est remplacé par le président de la mission permanente d'inspection des chambres régionales et territoriales des comptes.
Lorsqu'il exerce le pouvoir disciplinaire à l'égard des magistrats délégués dans les fonctions du ministère public, le Conseil supérieur est présidé par le Procureur général près la Cour des comptes et comprend, en outre, un magistrat exerçant les fonctions du ministère public élu par les magistrats exerçant ces fonctions.
Le Conseil supérieur se réunit sur convocation de son président, à l'initiative de ce dernier ou sur demande écrite d'au moins quatre des membres élus titulaires.
Il établit son règlement intérieur, qui précise notamment les modalités de fixation de l'ordre du jour, l'organisation de ses travaux ainsi que les conditions dans lesquelles il prend les décisions et rend les avis prévus par le code des juridictions financières.